# Iotonchus acutus
Iotonchus acutus är en rundmaskart. Iotonchus acutus ingår i släktet Iotonchus och familjen Iotonchusidae. Inga underarter finns listade i Catalogue of Life.